# Happy Human

Happy Human

Il simbolo chiamato Happy Human, in italiano "umano felice" è il simbolo ufficiale dell'Unione Internazionale Etico-Umanistica (IHEU), associazione mondiale di chi professa una concezione del mondo basata sull'umanesimo secolare. Il simbolo è stato adottato in tutto il mondo da varie organizzazioni umaniste e da individui. La sua origine si deve ad una competizione organizzata nel 1965 dalla British Humanist Association per trovare un simbolo che la rappresentasse. L'autore del disegno è Denis Barrington.
Il marchio appartiene ancora alla British Humanist Association, che ne concede gratuitamente l'utilizzo bona fide a varie organizzazioni umaniste in tutto il mondo, nella stessa forma o in una versione riadattata.

## Organizzazioni che utilizzano il simbolo Happy Human
- American Humanist Association
- British Humanist Association
- Humanist Association of Canada
- Society of Ontario Freethinkers
- Council of Australian Humanist Societies (CAHS)
- European Humanist Federation
- Gay and Lesbian Humanist Association
- Human-Etisk Forbund
- Humanist Association of Ireland
- Humanist Society of New Zealand
- Humanist Society of Scotland
- Humanisterna
- Humanisty
- Indian Humanist Union
- Institute for Humanist Studies
- International Humanist and Ethical Union
- Siðmennt
- Arab Open University

## Organizzazioni che utilizzano simboli simili
- Unione degli Atei e degli Agnostici Razionalisti